# Xerophaeus rubeus
Xerophaeus rubeus är en spindelart som beskrevs av Tucker 1923. Xerophaeus rubeus ingår i släktet Xerophaeus och familjen plattbuksspindlar. Inga underarter finns listade i Catalogue of Life.